# 宣仁庙
39°55′16″N 116°23′49″E / 39.921127°N 116.396858°E
宣仁庙位于今北京市东城区北池子大街2号、4号，是北京市级文物保护单位。俗称风神庙，为北京故宫外八庙之一。

## 历史

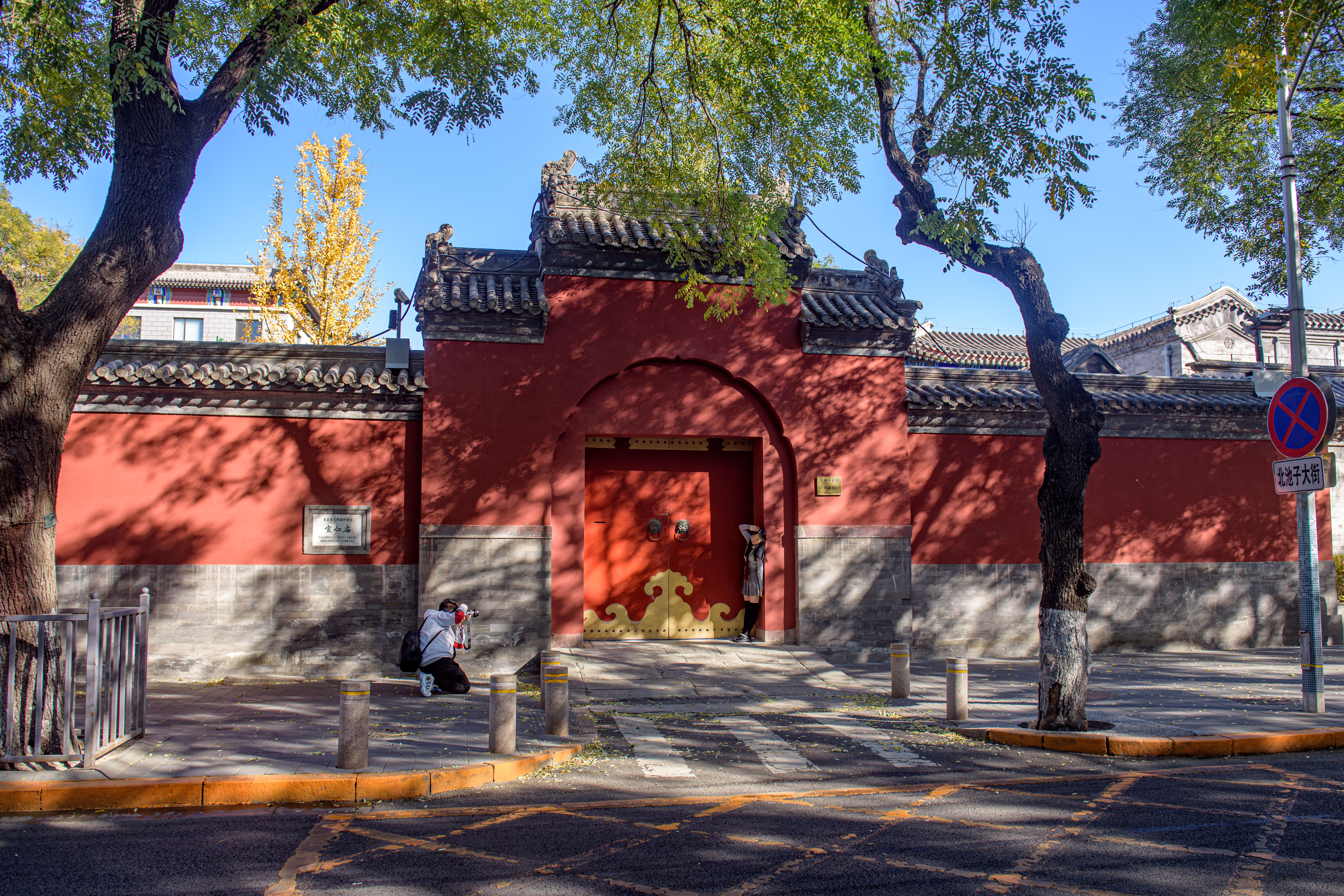
宣仁庙街门，位于北池子大街东侧。

宣仁庙于清朝雍正六年（1728年）敕建，以祀风神，故俗称“风神庙”。据《清史稿》记载，宣仁庙的建筑仿中南海时应宫（祀雨神）的规制而建。赐号“应时显佑”，庙曰“宣仁”。原来宣仁庙内有雍正帝御书“协和昭泰”匾额。
《钦定日下旧闻考·卷三十九·皇城一》载：
增：宣仁庙，在紫禁城外东北隅暖阁厂西北池子。（《大清一统志》）臣等谨按：宣仁庙，雍正六年勅建以祀风神，有世宗宪皇帝御书“协和昭泰”额。
嘉庆九年（1804年），宣仁庙重修。
清朝灭亡后，宣仁庙长期被其他单位占用。中华人民共和国时期，后部为北京中医医院针灸科，前部为北京中医医院和北京妇产医院的职工宿舍。该庙影壁、山门、钟鼓楼及三层殿宇皆存。1984年被列入第三批北京市文物保护单位名单。
2003年3月，开始第一期修缮，抢修了山门、献殿、钟鼓楼等古建筑。2004年12月开始第二期修缮，主要修缮享殿、寝殿、街门、琉璃影壁等，并且复建东西配房、东西跨院，重做油漆彩绘。修缮后准备作为北京中医药博物馆开放。

## 建筑

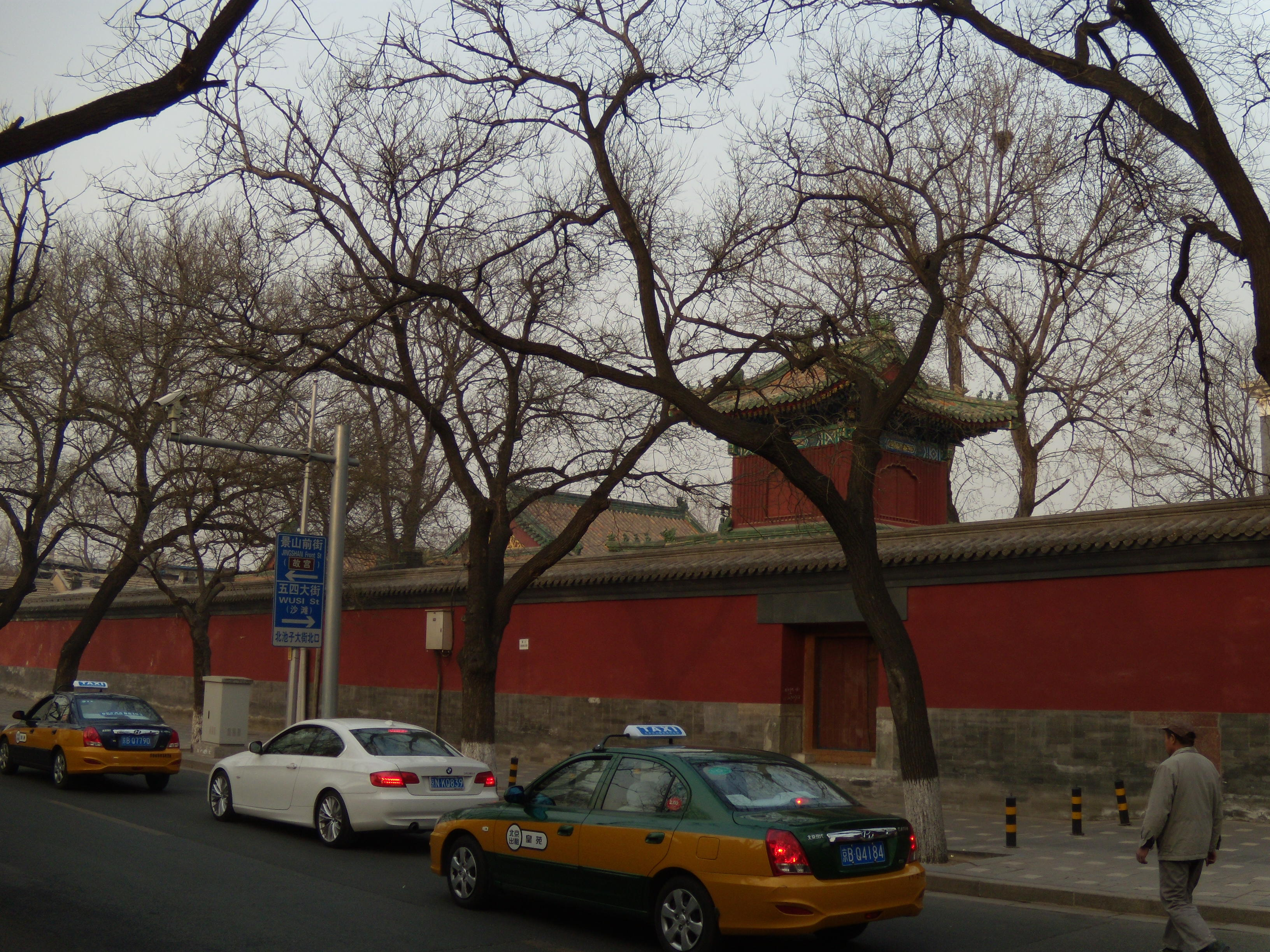
宣仁庙西侧

据《乾隆京城全图》及现场调查，宣仁庙四周为庙墙，主要建筑自南向北排列在中轴线上，主要殿宇均坐北朝南。兹叙述如下：
- 牌楼：宣仁庙南端东、西两侧各有一座牌楼（二柱一门或四柱三门无考），现已无存。
- 街门：为大型随墙门，坐东朝西，面朝北池子大街。该街门是后来改建。
- 影壁：山门前有“一”字形琉璃砖影壁。石质须弥座，金边宝相花心，上为绿琉璃瓦顶大脊。
- 山门：面阔三间，歇山顶大脊，黄琉璃瓦绿剪边。中为石券门，其上镶“敕建宣仁庙”石额，其两侧开石券窗。檐下三踩单下昂斗栱，旋子彩画。山门东、西两侧有琉璃八字墙。
- 献殿：位于山门以北。面阔三间，面阔10米，进深6.2米。屋顶为歇山顶大脊，黄琉璃瓦绿剪边。殿内梁及大额枋绘旋子彩画。该殿两侧有内墙，并向北至后寝殿。内墙南部东西各开一随墙门，可进入内墙两侧外的细长跨院，院内各有寮房九间。今内墙已无存，两侧寮房已经改建。献殿祀风伯（风伯为司风之神）。
  - 钟楼、鼓楼：位于献殿前左右两侧，形制相同，均为二层。出腰檐，屋顶为歇山式大脊，黄琉璃瓦绿剪边。一层辟有石券门，檐下三踩单下昂斗栱；二层用障日板开云形窗，檐下一斗二升出蚂蚱头。
- 享殿：位于献殿以北。面阔三间，面阔14.4米，进深11.8米。歇山顶大脊，黄琉璃瓦绿剪边顶，檐下五踩双下昂斗栱，旋子彩画。殿前石阶中为御路，汉白玉上雕有龙纹。殿内为井口盘龙天花，大梁绘有和玺彩画。
- 寝殿：位于享殿以北，面阔五间，歇山顶大脊，黄琉璃瓦绿剪边顶，三踩单下昂斗栱，旋子彩画。寝殿祀八风神。
  - 东、西朵殿：寝殿两侧有三开间的朵殿，硬山灰筒瓦，五檩卷棚带前廊。西朵殿已经改建，东朵殿尚存。[2][1][3]